# Mikromusic
Mikromusic – polski zespół muzyczny, założony w 2002 we Wrocławiu przez Natalię Grosiak i Dawida Korbaczyńskiego. Określają swą twórczość jako avant art pop (wcześniej trip hop z wpływami jazzu).
Finaliści konkursu „Debiuty” zorganizowanego w ramach 41. Krajowego Festiwalu Piosenki Polskiej w Opolu (2004). W 2006 premierę miał ich debiutancki album studyjny pt. Mikromusic, od tamtej pory wydali jeszcze siedem płyt studyjnych. Laureaci nagrody Prezydenta Sopotu na festiwalu TOPtrendy 2008.

## Dyskografia

### Albumy
| Rok                        | Dane dot. albumu | Pozycja na liście |
| Rok                        | Dane dot. albumu | POL               |
| -------------------------- | --- | ----------------- |
| 2006                       | Mikromusic - Data: 27 lutego 2006 - Wydawca: Polskie Radio - Format: CD                                                          | 35                |
| 2008                       | Sennik - Data: 5 grudnia 2008 - Wydawca: Rockers Publishing - Format: CD, digital download                                       | –                 |
| 2010                       | SOVA - Data: 11 października 2010 - Wydawca: Adapter - Format: CD, digital download                                              | –                 |
| 2013                       | Piękny koniec - Data: 26 lutego 2013 - Wydawca: EMI Music Poland - Format: CD, digital download                                  | –                 |
| 2015                       | Matka i żony - Data: 2 października 2015 - Wydawca: Warner Music Poland - Format: CD, digital download                           | –                 |
| 2017                       | Tak mi się nie chce - Data: 3 listopada 2017 - Wydawca: Agora - Tłoczenie: WMfono - Format: CD, digital download, winyl          | 29                |
| 2020                       | Kraksa - Data: 25 września 2020 - Wydawca: Mikro Management - Format: CD, digital download                                       | 16                |
| 2025                       | Nie umiem tańczyć - Data: 24 stycznia 2025 - Wydawca: Mikro Management - Format: CD, digital download, płyta winylowa, streaming |                   |
| „–” album nie był notowany | |                   |

### Albumy koncertowe
| Rok  | Album | Pozycja na liście |
| Rok  | Album | POL               |
| ---- | --- | ----------------- |
| 2012 | Mikromusic w Eterze - Data: 24 kwietnia 2012 - Wydawca: Mikromusic Rec - Format: CD+DVD, digital download         | –                 |
| 2014 | Mikromusic w Capitolu - Data: 24 listopada 2014 - Wydawca: Warner Music Poland - Format: CD+DVD, digital download | –                 |
| 2016 | Mikromusic w kwietniu - Data: 29 listopada 2016 - Wydawca: yMusic - Format: 2 x CD                                | –                 |
| 2019 | Mikromusic z Dolnej Półki - Data: 20 września 2019 - Wydawca: Mikro Management - Format: CD, digital download     | 18                |
| 2020 | Mikromusic w Starym Maneżu - Data: 30 kwietnia 2020 - Wydawca: Mikro Management - Format: CD, digital download    | –                 |
| 2023 | Mikromusic z Górnej Półki - Data: 2 czerwca 2023 - Wydawca: Mikro Management - Format: CD, digital download       | –                 |

### Single
| Rok                          | Tytuł                                                           | Pozycja na liście | Pozycja na liście | Pozycja na liście | Album               |
| Rok                          | Tytuł                                                           | LP3               | SLiP              | PRO               | Album               |
| ---------------------------- | --------------------------------------------------------------- | ----------------- | ----------------- | ----------------- | ------------------- |
| 2005                         | „Dobrze jest”                                                   | 27                | –                 | –                 | Mikromusic          |
| 2008                         | „Sennik”                                                        | 44                | –                 | –                 | Sennik              |
| 2008                         | „Kardamon i pieprz”                                             | 37                | –                 | –                 | Sennik              |
| 2009                         | „Słonecznik”                                                    | –                 | –                 | –                 | Sennik              |
| 2010                         | „Niemiłość”                                                     | –                 | –                 | –                 | SOVA                |
| 2011                         | „Niemiłość 2”                                                   | –                 | –                 | –                 | –                   |
| 2011                         | „Oczko”                                                         | –                 | –                 | –                 | SOVA                |
| 2011                         | „Słowa”                                                         | –                 | –                 | –                 | SOVA                |
| 2012                         | „Zostań tak”                                                    | –                 | –                 | –                 | Piękny koniec       |
| 2013                         | „Takiego chłopaka”                                              | 19                | 3                 | –                 | Piękny koniec       |
| 2013                         | „Sopot”                                                         | –                 | 45                | 17                | Piękny koniec       |
| 2014                         | „Lato 1996”                                                     | –                 | –                 | –                 | Matka i żony        |
| 2015                         | „Krystyno”                                                      | –                 | –                 | –                 | Matka i żony        |
| 2015                         | „Bezwładnie” (gościnnie: Skubas)                                | 30                | –                 | –                 | Matka i żony        |
| 2016                         | „Po co ja tu jestem”                                            | 48                | –                 | –                 | Matka i żony        |
| 2017                         | „Synu”                                                          | 49                | –                 | –                 | Tak mi się nie chce |
| 2017                         | „Tak mi się nie chce”                                           | 6                 | –                 | –                 | Tak mi się nie chce |
| 2017                         | „Na krzywy ryj”                                                 | 27                | –                 | –                 | Tak mi się nie chce |
| 2018                         | „Tak tęsknię”                                                   | 27                | –                 | –                 | Tak mi się nie chce |
| 2018                         | „Pieśń Panny IV”                                                | 32                | –                 | –                 | Tak mi się nie chce |
| 2019                         | „Leć, uciekaj”                                                  | 38                | –                 | –                 | Tak mi się nie chce |
| 2020                         | „Koniec zimy”                                                   | –                 | –                 | –                 | Tak mi się nie chce |
| 2020                         | „Winna”                                                         | –                 | –                 | –                 | Kraksa              |
| 2020                         | "A Ja Co?"                                                      | –                 | –                 | –                 | Kraksa              |
| 2020                         | "Operacja na otwartym sercu" (gościnnie" Piotr Rogucki)         | –                 | –                 | –                 | Kraksa              |
| 2022                         | "Łajka"                                                         | –                 | –                 | –                 | Kraksa              |
| 2024                         | "Wkurzasz mnie"                                                 | –                 | –                 | –                 | Nie umiem tańczyć   |
| 2024                         | "Jestem rzeką" (gościnnie: Bovska, Marcelina, Bela Komoszyńska) | –                 | –                 | –                 | Nie umiem tańczyć   |
| 2024                         | "Nie biłeś się nigdy o mnie"                                    | –                 | –                 | –                 | Nie umiem tańczyć   |
| 2024                         | "Czułość"                                                       | –                 | –                 | –                 | Nie umiem tańczyć   |
| 2025                         | "Nie umiem tańczyć"                                             | –                 | –                 | –                 | Nie umiem tańczyć   |
| „–” singel nie był notowany. |                                                                 |                   |                   |                   |                     |

## Teledyski
| Rok  | Tytuł                            | Reżyseria                            | Źródło        |
| ---- | -------------------------------- | ------------------------------------ | ------------- |
| 2005 | „Dobrze jest”                    | Paweł Kamiński, Pior Kamiński        | [ 40 ]        |
| 2008 | „Sennik”                         | Łukasz Tunikowski                    | [ 41 ]        |
| 2008 | „Thank God I'm a Woman”          | Łukasz Tunikowski, Wojtek Zieliński  | [ 42 ]        |
| 2008 | „Kardamon i pieprz”              | Łukasz Tunikowski, Wojtek Zieliński  | [ 43 ]        |
| 2010 | „Niemiłość”                      | Łukasz Tunikowski                    | [ 44 ]        |
| 2010 | „Chmurka”                        | Natalia Grosiak                      | [ 45 ]        |
| 2010 | „Słowa”                          | Natalia Grosiak                      | [ 46 ]        |
| 2010 | „Jesień”                         | Natalia Grosiak, Kuba Wencek         | [ 47 ]        |
| 2013 | „Takiego chłopaka”               | Łukasz Gronowski, Natalia Jakubowska | [ 48 ]        |
| 2014 | „Lato 1996”                      | Łukasz Gronowski, Natalia Jakubowska | [ 49 ]        |
| 2015 | „Krystyno”                       | Konrad Aksinowicz                    | [ 50 ]        |
| 2015 | „Bezwładnie” (gościnnie: Skubas) | Katia Priwieziencew                  | [ 51 ]        |
| 2016 | „Dom”                            | Bartosz Prokopowicz                  | [ 52 ]        |
| 2017 | „Synu”                           | Valeria Cocco                        | [ 53 ]        |
| 2017 | „Tak mi się nie chce”            | Katia Priwieziencew, Kasia Sarnowska | [ 54 ]        |
| 2024 | „Czułość"                        | Artur Lialiuha                       | [ 55 ] [ 56 ] |

## Nagrody i wyróżnienia
| Rok  | Nagroda        | Kategoria                            | Tytułem                          | Nota      | Źródło |
| ---- | -------------- | ------------------------------------ | -------------------------------- | --------- | ------ |
| 2008 | Yach Film 2008 | Zdjęcia                              | „Sennik”                         | Nominacja | [ 57 ] |
| 2015 | Yach Film 2015 | Zdjęcia                              | „Bezwładnie” (gościnnie: Skubas) | Nominacja | [ 58 ] |
| 2016 | Fryderyki 2016 | Album roku elektronika i alternatywa | Matka i żony                     | Nominacja | [ 59 ] |
| 2018 | Fryderyki 2018 | Album Roku Alternatywa               | Tak mi się nie chce              | Nominacja | [ 60 ] |
| 2020 | Fryderyki 2020 | Album Roku Muzyka Poetycka           | Mikromusic z Dolnej Półki        | Wygrana   | [ 61 ] |